# Харпалины
Харпалины (лат. Harpalinae) — подсемейство жужелиц, включающее приблизительно 20 000 видов жуков.

## Описание
Жужелицы от мелких до крупных размеров: от 2,5 до 30 мм. Харпалины обитают в самых разных средах обитания, в том числе глубоко внутри пещер и на вершинах крон тропических лесов. Некоторые харпалины демонстрируют необычные морфологические формы, такие как удлиненное тело у рода Agra, муравьевидная форма у Calybe, челюсти, раскалывающие раковину улитки, у Licinus и сильно уплощенное в дорсо-вентральном направлении тело, как у Momiolyce. Мало того, что члены Harpalinae разнообразны по морфологическим формам, они демонстрируют множество необычных образов жизни, включая зерноядные и травоядные, мирмекофилию и термитофилию, яйцеживорождение Pseudomorpha, эктопаразитизм других насекомых, специализированная мимикрия хозяина эктопаразитами и секвестрирование токсинов своих хозяев для собственной защиты и хищничество на позвоночных, таких как лягушки.

## Классификация
Большая монофилетическая группа жужелиц (20000 видов и около 40 триб), в которую включают многие бывшие подсемейства в качестве надтриб или триб: Chlaeniinae, Cyclosominae, Dryptinae, Lebiinae, Licininae, Mormolycinae, Odacanthinae, Oodinae, Panagaeinae, Perigoninae, Platyninae, Pseudomorphinae, Pterostichinae и Zabrinae. Более 1100 родов, объединённых в 9 надтриб и 48 триб.

### Список основных родов
- Abax
- Acinopus Dejean, 1821
- Agatus Motschulsky, 1844
- Agonum (Platyninae)
- Agra Fabricius, 1801
  - Agra schwarzeneggeri
- Amara
- Amblystomus Erichson, 1837
- Acupalpus Dejean, 1829
- Anchomenus Bonelli, 1810
- Anisodactylus Dejean, 1829
- Anthracus Motschulsky, 1850

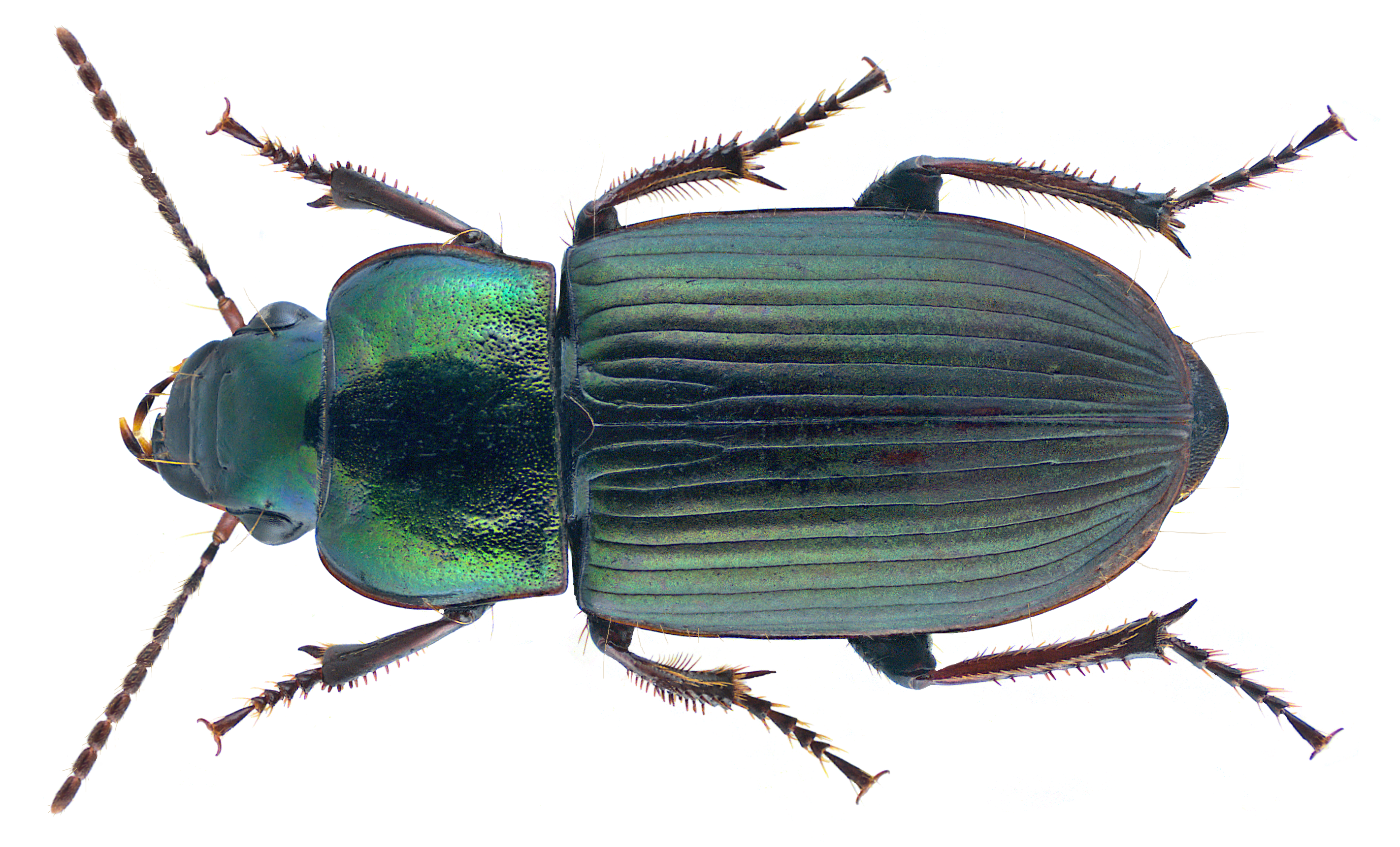
Harpalus rubripes

- Apristus Chaudoir, 1846 (включая Metabletus)
- Badister Clairville, 1806
- Blackburnia Sharp, 1878
- Bradycellus Erichson, 1837
- Callistus Bonelli, 1809
- Calodromius Reitter, 1905
- Carterus Dejean, 1830
- Chlaenius Bonelli, 1810
- Clarencia Sloane, 1917
- Colliuris
- Corsyra Dejean, 1825
- Cymindis Latreille, 1806
- Daptus Fischer von Waldheim, 1823
- Demetrias Bonelli, 1810
- Diachromus Erichson, 1837
- Dicheirotrichus Jacqelin du Val, 1857 (включая Trichocellus)
- Ditomus Bonelli, 1810
- Dolichus Bonelli, 1810
- Dromius Bonelli, 1810
- Drypta Latreille, 1796
- Galerita Fabricius, 1801
- Guyanemorpha Erwin, 2013
- Gynandromorphus Dejean, 1829
- Harpalus (включая Harpalobrachys)
- Helluomorphoides
- Hemiaulax Bates, 1892
- Kenyacus Alluaud, 1917
- Laemostenus Bonelli, 1810
- Lebia Latreille, 1802
- Licinus Latreille, 1802
- Lionychus Wissman, 1846
- Masoreus Dejean, 1821
- Metoncidus Bates, 1871
- Microderes Faldermann, 1835
- Microlestes Schmidt-Goebel, 1846
- Minuthodes (Minuthodes rectimargo)
- Molops Bonelli, 1810
- Morion Latreille, 1810
- Nemotarsus
- Nornalupia Kataev, 2002
- Odacantha Paykull, 1798
- Odontonyx Stephens 1827
- Olisthopus Dejean, 1828
- Oodes Bonelli, 1810
- Ophonus Stephens, 1828
- Orthomus Chaudoir, 1838
- Oxyselaphus Chaudoir, 1843
- Panagaeus Latreille, 1802
- Paradromius Fowler, 1887
- Paranchus Lindroth, 1974
- Parophonus Ganglbauer, [1891]
- Pedius Motschulsky, 1850
- Penthus Chaudoir, 1843
- Peronomerus Schaum, 1854
- Perigona Laporte de Castelnau, 1835
- Philorhizus Hope, 1838
- Platyderus Stephens, 1828
- Platynus Bonelli, 1810
- Plochionus Wiedemann, 1823
- Poecilus Bonelli, 1810
- Polystichus Bonelli, 1809
- Pterostichus
- Sericoda
- Sphodrus Clairville, 1806
- Stenolophus Dejean, 1821
- Stomis Clairville, 1806
- Syntomus Hope, 1838
- Synuchus Gyllenhal, 1810
- Taphoxenus Motschulsky, 1850
- Tetragonoderus
- Tinoderus Chaudoir, 1879
- Trichotichnus A.Morawitz, 1863
- Zabrus Clairve
  - Хлебная жужелица (Zabrus tenebrioides Goeze)
- Zuphium Latreille, 1806

### Надтриба Anthiitae
Включает 3 трибы.
- Anthiini (Anthia — Atractonotus — Baeoglossa — Cycloloba — Cypholoba — Eccoptoptera — Gonogenia — Netrodera)
- Helluonini
  - Helluonina (Aenigma — Ametroglossus — Dicranoglossus — Epimicodema — Gigadema — Helluapterus — Helluarchus — Helluo — Helluodema — Helluonidius — Helluopapua — Helluosoma — Neohellulo — Platyhellulo)
  - Omphrina (Colfax — Creagris — Dailodontus — Erephognathus — Helluobrochus — Helluomorpha — Helluomorphoides — Macrocheilus — Meladroma — Omphra — Pleuracanthus — Triaenogenius)
- Physocrotaphini (Foveocrotaphus — Helluodes — Holoponerus — Physocrotaphus — Pogonoglossus — Schuelea)[6][7]

### Надтриба Chlaeniitae
Включает 9 триб
- Chaetogenyini (Camptotoma — Chaetogenys)
- Chlaeniini[10][11][12]
  - Callistina (Callistomimus — Callistus)
  - Chlaeniina (Actodus — Callistoides — Chlaenius — Eccoptomenus — Ectenognathus — Harpaglossus — Hololeius — Mirachlaenius — Parachlaenius — Perissostomus — Procletodema — Procletus — Rhopalomelus — Sphodroschema — Stenoodes — Stuhlmannium — Vachinius)
- Cuneipectini (Cuneipectus)
- Dercylini (Dercylinus — Dercylus — Evolenes — Physomerus)
- Geobaenini (Geobaenus)
- Licinini[13][14]
  - Dicaelina (Dicaelus — Diplocheila)
  - Dicrochilina (Dicrochile)
  - Lestignathina (Atrotus — Dilonchus — Hormacrus — Lacordairia — Lestignathus — Microferonia — Microzargus — Platylytron — Siagonyx — Zargus)
  - Licinina (Badister — Colpostoma — Derostichus — Eurygnathus — Eutogeneius — Licinus — Martyr — Omestes — Physolaesthus)
- Melanchitonini (Dicaelindus — Melanchiton — Melanchrous)
- Oodini (Acanthoodes — Acutosternus — Adelopomorpha — Anatrichis — Brachyodes — Chaetocrepis — Coptocarpus — Holcocoleus — Hoplolenus — Lachnocrepis — Lobatodes — Lonchosternus — Macroprotus — Megaloodes — Microodes — Miltodes — Nanodiodes — Neoodes — Oodes — Oodinus — Orthocerodus — Polychaetus — Prionognathus — Protopidius — Pseudosphaerodes — Simous — Sphaerodes — Sphaerodinus — Stenocrepis — Systolocranius — Thryptocerus)
- Panagaeini (Psecadius)[9][15][16]

### Надтриба Ctenodactylitae
Включает 2 трибы
- Ctenodactylini (Alachnothorax — Amblycoleus — Antipionycha — Asakalaphium — Ctenodactyla — Leptotrachelon — Leptotrachelus — Oilea — Parapionycha — Pionycha — Plagiotelum — Propionycha — Pseudometabletus — Schidonychus — Teukrus — Wate)[17]
- Hexagoniini (Dinopelma — Hexagonia — Omphreoides)[18]

### Надтриба Dryptitae
Включает 3 трибы
- Dryptini (Dendrocellus — Drypta)
- Galeritini (Ancystroglossus — Eunostus — Galerita — Trichognathus)[19][20]
- Zuphiini (Acrogenys — Agastus — Atongolium — Chaudoirella — Coarazuphium — Colasidia — Dicrodontus — Gunvorita — Ildobates — Leleupidia — Metaxidius — Metazuphium — Mischocephalus — Neoleleupidia — Paraleleupidia — Parazuphium — Planetes — Polistichus — Pseudaptinus — Speothalpius — Speozuphium — Typhlozuphium — Zuphioides — Zuphium)[21][22][23]

### Надтриба Harpalitae
В широком таксономическом объёме включает некоторые трибы (в сумме до 32) из других надтриб.
- Anthiini — Atranini — Calophaenini — Catapieseini — Corsyrini — Ctenodactylini — Cyclosomini — Dryptini — Enoicini — Galeritini — Geobaenini — Ginemini — Graphipterini — Harpalini — Helluonini — Hexagoniini — Lachnophorini — Lebiini — Licinini — Masoreini — Odacanthini — Omphreini — Pentagonicini — Perigonini — Physocrotaphini — Platynini — Pseudomorphini — Sarothrocrepidini — Somoplatini — Sphodrini — Xenaroswellianini — Zuphiini

### Надтриба Lebiitae
Некоторые авторы не признают надтрибу Lebiitae
- Calophaenini — Corsyrini — Cyclosomini — Graphipterini — Lachnophorini — Lebiini — Odacanthini — Pentagonicini — Perigonini
- Триба Lebiini (более 240 родов в 21 подтрибе)
  - Подтрибы (21): Actenonycina — Agrina — Apenina — Calleidina — Cymindidina — Demetriadina — Dromiina — Gallerucidiina — Lebiina — Lichnasthenina — Lionychina — Metallicina — Nemotarsina — Peliocypadina — Pericalina — Physoderina — Pseudotrechina — Singilina — Somotrichina — Sugimotoina — Trichina

### Надтриба Pentagonicitae
- Pentagonicini (Aeolodermus — Homethes — Parascopodes — Pentagonica — Scopodes)[27][26]

### НадтрибаPlatynitae
Включает 3 трибы
- Omphreini (Omphreus)
- Platynini (подтрибы Enoicina — Homethina — Platynina)
- Sphodrini (Calathus — Platyderus — Sphodrus — Synuchus — Taphoxenus  и другие)

### Триба Pseudomorphini
Мирмекофильная и термитофильная группа, которую рассматривают или в статусе трибы или в отдельном подсемействе Pseudomorphinae.
- Роды (12): Adelotopus — Cainogenion — Cryptocephalomorpha — Guyanemorpha — Manumorpha — Notopseudomorpha — Paussotropus — Pseudomorpha — Samiriamorpha — Sphallomorpha — Tuxtlamorpha — Yasunimorpha

### Надтриба Pterostichitae
Включает 8 триб
- Abacetini (Abacetus — Abacidus — Aristopus — Celioinkosa — Chlaeminus — Colpodichius — Cosmodiscus — Cyrtomoscelis — Distrigidius — Ecnomolaus — Haptoderidius — Haptoderodes — Holconotus — Inkosa — Mateuellus — Metabacetus — Metaxellus — Metaxys — Novillidius — Oodinkosa — Ophonichius — Pediomorphus — Pioprosopus — Pollicobius — Prostalomus — Pseudabacetus — Pterostillichus — Rhagadillius — Tiferonia — Trachelocyphoides — Trachelocyphus)[31]
- Caelostomini (Abacaelostus — Andrewesinulus — Apsidocnemus — Barylaus — Basilewskya — Caecocaelus — Caelostomus — Camptogenys — Capabatus — Crenulostrigus — Cyrtolaus — Dactyleurys — Dactylinius — Diachipteryx — Diceromerus — Dromistomus — Drymonaxus — Eurystomis — Feostoma — Hemitelestus — Hoplizomenus — Leleuporites — Madapelmus — Monodryxus — Pachycaecus — Pachyroxochus — Platyxythrius — Stegazopteryx — Stomonaxellus — Strigomerodes — Strigomerus — Trichillinus)[32]
- Cnemalobini (Cnemalobus)
- Loxandrini (Cerabilia — Feronista — Haploferonia — Homalonesiota — Loxandrus — Metoncidus — Nebrioferonia — Oxycrepis — Stolonis — Zeodera)
- Morionini (Buderes — Hyperectenus — Hyperion — Megamorio — Morion — Morionidius — Moriosomus — Platynodes — Stereostoma)[33][34]
- Pterostichini (более 130 родов)[35]
  - Euchroina (Abacillius — Abacillodes — Abaris — Apsaustodon — Argutoridius — Blennidus — Blenniventer — Bothynoproctus — Cephalostichus — Cynthidia — Euchroa — Eumara — Gastrogmus — Haplobothynus — Hybothecus — Litarthrum — Lobobrachus — Marsyas — Meropalpus — Microcephalus — Mireius — Nelidus — Neotalus — Oribazus — Pachythecus — Parorthomus — Phaenaulax — Prosopogmus — Pseudabarys — Setalimorphus — Setalis — Simodontus — Trirammatus)[36]
  - ?Loxandrina ( Cerabilia — Feronista — Haploferonia — Homalonesiota — Loxandrus — Metoncidus — Nebrioferonia — Oxycrepis — Stolonis — Zeodera)
  - Metiina (Abropus — Antarctiola — Feroniola — Kuschelinus — Metius — Parhypates)
  - Molopina (Abacops — Abax — Aristochroa — Aristochroodes — Camptoscelis — Cedrorum — Chalcochrous — Eucamptognathus — Eudromus — Euryaptus — Henrotius — Lesticus — Molopidius — Molopinus — Molops — Myas — Nirmala — Orthomus — Oscadytes — Pedius — Percus — Peyrieraselus — Sthenocranion — Styracoderus — Teratotarsa — Trigonognatha — Zariquieya)
  - Pterostichina (Abacoleptus — Abacomorphus — Abacophrastus — Acanthoferonia — Allotriopus — Analoma — Aulacopodus — Castelnaudia — Catadromus — Conchitella — Cophosomorpha — Cratoferonia — Cratogaster — Cyclotrachelus — Darodilia — Delinius — Euryabax — Gastrellarius — Gourlayia — Holcaspis — Leiradira — Liopasa — Lophoglossus — Loxodactylus — Loxogenius — Mecynognathus — Megadromus — Neoferonia — Nesites — Notabax — Notolestus — Notonomus — Nurus — Oberthueria — Ogmophora — Pachymorphus — Paniestichus — Paranurus — Pareuryaptus — Percolaus — Piesmus — Platycaelus — Platysmodes — Plocamostethus — Poecilus — Psegmatopterus — Pseudoceneus — Pterostichus — Rhabdotus — Rhytiferonia — Rhytisternus — Sarticus — Secatophus — Setalidius — Speluncarius — Speomolops — Sphodrosomus — Stereocerus — Steropanus — Stomis — Straneostichus — Tapinopterus — Teropha — Trichosternus — Trigonotoma — Trirammatus — Wahlbergiana — Xenion — Zeopoecilus)
- Sphodrini (или в надтрибе Platynitae)
- Zabrini (Amara — Pseudamara — Zabrus)[37][38]

Иногда также выделяют трибы Catapieseini, Chaetodactylini, Cratocerini, Drimostomatini, Microcheilini.
- Catapieseini (Catapiesis — Homalomorpha)
- Chaetodactylini (Chaetodactyla)
- Cratocerini (Brachidius — Cratocerus — Oxyglychus)
- Drimostomatini (или в составе Caelostomini)
- Microcheilini (Microcheila)